# Wells Tower
Pour les articles homonymes, voir Towers.
Œuvres principales
- Tout piller, tout brûler

Wells Tower, né le 14 avril 1973 à Vancouver, est un écrivain américain.

## Biographie
Wells Tower a grandi en Caroline du Nord. Titulaire d’un diplôme en Anthropologie et en Sociologie à l'université de Wesleyan dans le Connecticut, il parcourt les États-Unis en faisant des petits boulots. Il publie en 2010, son premier recueil de nouvelles Tout piller, tout brûler (Everything Ravaged, Everything Burned) qui évoque les œuvres de Faulkner, d'Hemingway et de Carver.

## Œuvres
- (en) Wells Tower, Everything Ravaged, Everything Burned : Stories, New York, Farrar, Straus and Giroux, 17 mars 2009, 238 p. (ISBN 978-0-374-29219-5 et 0-374-29219-1, LCCN 2008042757)
Wells Tower (trad. de l'anglais par Michel Lederer), Tout piller, tout brûler http://www.telerama.fr/livres/tout-piller-tout-bruler,56533.php Tout piller, tout brûler par Martine Laval dans le magazine Télérama du 5 juin 2010. [« Everything Ravaged, Everything Burned »], Paris, Albin Michel, coll. « Terres d'Amérique », 5 mai 2010, 239 p. (ISBN 978-2-226-20849-1, BNF 42200758)

## Filmographie
- 2023 : Marchands de douleur (Pain Hustlers) de David Yates